# Evans Adomako
Evans Adomako (sinh 6 tháng 9 năm 1997) là một cầu thủ bóng đá Ghana. Tính đến năm 2017, anh thi đấu cho Gomel.